# Городская усадьба П. П. Игнатьевой – Н. А. Белкина
Городска́я уса́дьба П. П. Игна́тьевой — Н. А. Бе́лкина — памятник архитектуры XIX века. Расположен в городе Москве, на Люсиновской улице.

## История
Здание усадьбы было возведено после пожара 1812 года в Москве. Приблизительное время строительства — 1819—1833 годы. Изначально усадьба располагалась в 42 метрах восточнее современного местоположения. При расширении Люсиновской улицы в 1981 году здание было передвинуто на новое место под руководством инженера Э. М. Генделя.
До 2005 года в усадьбе находилось Главное Управление Охраны Памятников. В настоящее время в здании усадьбы расположен Центр археологических исследований Комитета по культурному наследию города Москвы. Постройка является объектом культурного наследия федерального значения.

## Архитектура
До нашего времени практически полностью сохранился фасад постройки, выполненный в стиле ампир. Украшение дома составляют пилястры, расширенные к низу, лепные вставки в их средних промежутках с характерной для того времени музыкальной темой, венок со сложным обрамлением, лепной фриз и лепные вставки над боковыми окнами. Окна усадьбы увенчаны карнизами в виде веерных перемычек. Южнее здания сохранились пилоны ворот, к ним примыкает флигель, восстановленный для воссоздания композиции архитектурного ансамбля. До перемещения на усадьбе были фрагменты росписи с изображениями военной арматуры.